# Alessandro Milleville
Alessandro Milleville, také Alexandre de Milleville (1521, Paříž – 7. září 1589, Ferrara) byl italský zpěvák, varhaník a hudební skladatel.

## Život
Alessandro Milleville se narodil v Paříži a ve věku 9 let přijel se svým otcem do Ferrary. Od října 1552 do června 1558 byl tenorem papežského sboru v Římě. Po návratu do Ferrary, tj. od října 1560 až do své smrti, zastával funkci druhého varhaníka u dvora Estenských. (Prvním varhaníkem byl Luzzasco Luzzaschi). Věnoval se rovněž pedagogické činnosti. Jeho žáky byli např. Ercole Pasquini a Vittoria Aleotti
Díky své vynikající pověsti varhaníka byl Alessandro Milleville patrně důležitou osobností ferrarské varhanické školy, která dosáhla svého vrcholu Pasquinim a Frescobaldim. Millevillovy varhanní skladby se však nedochovaly.
Jeho syn Francesco Milleville (1577 — 1643) se stal rovněž hudebním skladatelem.

## Dílo
- Libro primo de' madrigali, Benátky, 1575;
- Madrigali libro secondo, Ferrara, 1584;
- Madrigali, Ferrara, 1584;
- Sacrarum cantionum liber primus, Ferrara, 1584;
- La vergine con 10 altre stanze spirituali, Ferrara, 1584;
- Další madrigaly v různých sbírkách.